# Andreas Plückthun
Andreas Plückthun (né le 7 mai 1956) est un scientifique allemand dont les recherches se concentrent sur le domaine de l'ingénierie des protéines.

## Biographie
Andreas Plückthun est né à Heidelberg (Allemagne) et est marié à Ilse Pfitzinger, ensemble ils ont une fille. Il étudie la chimie à l'Université de Heidelberg. Il obtient son doctorat à l'Université de Californie à San Diego avec Edward Dennis, avec une thèse intitulée « The interfacial catalysis of phospholipase A2 » [La catalyse interfaciale de la phospholipase A2]. Il est boursier postdoctoral à l'Université Harvard avec Jeremy Knowles, où il travaille sur le processus de sécrétion de la bêta-lactamase chez Escherichia coli. En 1985, il devient chef de groupe au Gene Center de Munich, alors situé à l'Institut Max-Planck de biochimie de Martinsried (Allemagne). En 1993, il est nommé professeur ordinaire de biochimie, puis directeur du département de biochimie de l'Université de Zurich. Il est élu à l'Organisation européenne de biologie moléculaire en 1992 et nommé membre de l'Académie Léopoldine en 2003. Il est cofondateur des sociétés de biotechnologie Morphosys (Martinsried, Allemagne) Molecular Partners AG (Zürich-Schlieren, Suisse) et G7 Therapeutics (Zurich-Schlieren, Suisse).

## Recherches
Ses recherches contribuent à permettre l'émergence de l'ingénierie des  anticorps monoclonaux, notamment par l'utilisation d'E. coli comme plateforme d'ingénierie et des études sur les anticorps synthétiques qui conduisent à la première bibliothèque d'anticorps entièrement synthétiques. Pour créer une véritable technologie d'évolution des protéines in vitro, son laboratoire développe l'affichage ribosomique de protéines entières. Dans son groupe de recherche, les protéines de répétition d'ankyrine conçues (DARPins) sont créées comme un échafaudage alternatif robuste pour les protéines de liaison (mimétiques d'anticorps). Les DARPins sont dérivés de protéines ankyrines naturelles, une classe de protéines qui médie les interactions protéine-protéine de haute affinité dans la nature. DARPins (Designed Ankyrin Repeat Proteins), l'une des protéines de liaison les plus courantes dans la nature et responsable de diverses fonctions, telles que la signalisation cellulaire et la liaison aux récepteurs. Pour obtenir des récepteurs couplés aux protéines G hautement stables qui peuvent être utilisés pour des études structurelles et dans le criblage de médicaments, son groupe de recherche a développé de nouvelles technologies d'évolution dirigée.

## Honneurs et récompenses
Il remporte le prix du jeune chercheur du Fonds de l'industrie chimique allemande (Fonds der chemischen Industrie). En 2000, il reçoit le prix Karl-Heinz-Beckurts (Munich, Allemagne). En 2002, il reçoit le JP Morgan Chase Health Award (San Jose, CA, USA), la médaille Wilhelm-Exner (Vienne, Autriche) et le Grand Prix du Jury (Grand Prix Européen de l'Innovation, Monaco). Avec les autres fondateurs de Molecular Partners AG, il reçoit le Swiss Technology Award et le De Vigier Award en 2005. En 2011, il reçoit une bourse de chercheur principal du Conseil européen de la recherche. Il est récipiendaire du prix Christian B. Anfinsen en 2016.